# Jeux pythiques
Ne doit pas être confondu avec Jeux delphiques modernes.

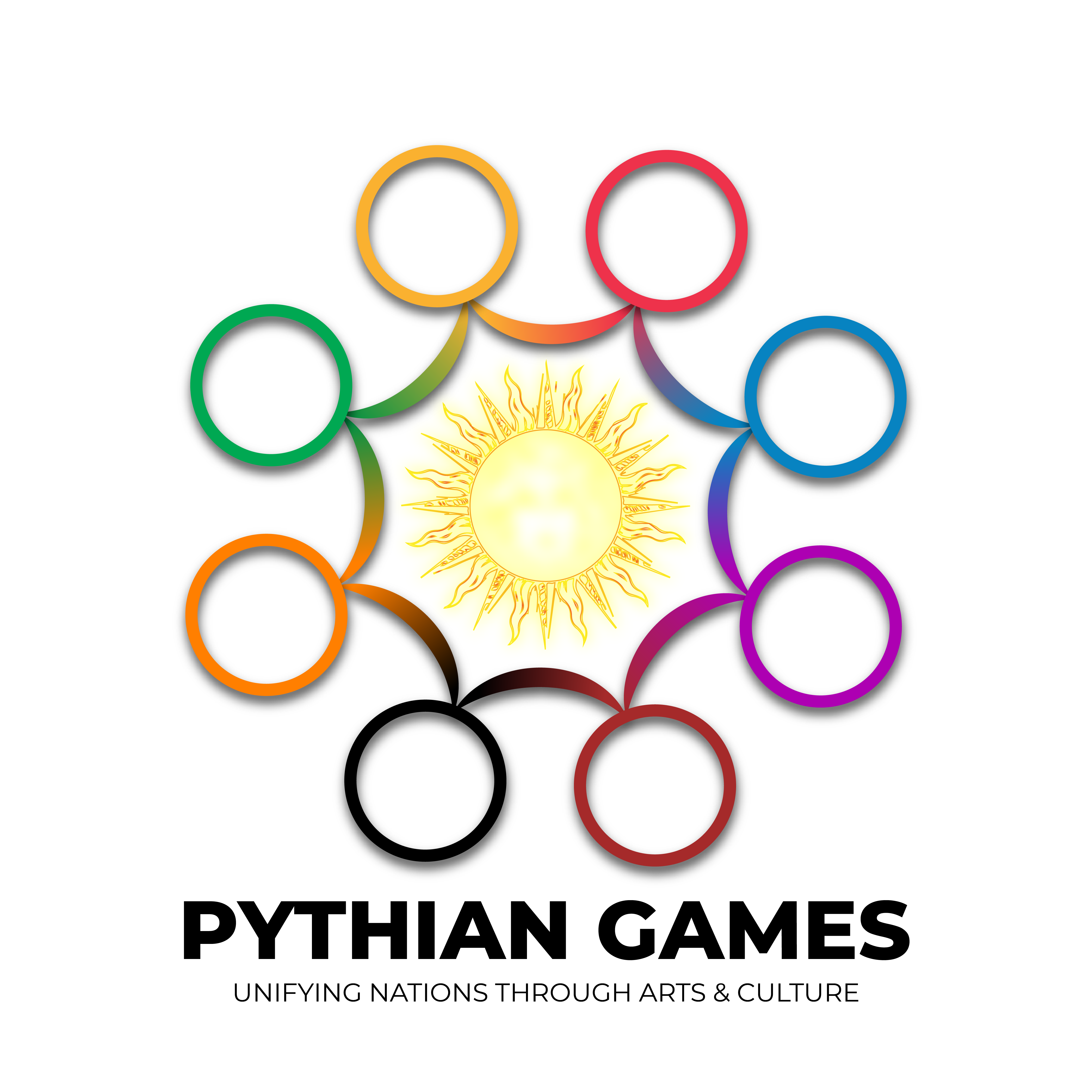
Logo des Jeux pythiques modernes.

Les Jeux pythiques, parfois appelés Jeux delphiques, sont les plus importants des Jeux panhelléniques après ceux d'Olympie, dans la Grèce antique. Ils durent une semaine et ont lieu tous les quatre ans.

## Origine mythique
Ils avaient lieu en souvenir de la victoire d'Apollon sur le serpent Python, à Delphes. À l'origine, les participants se livraient à un concours en rapport avec une des attributions essentielles du dieu Apollon : c'était un concours musical d'hymnes en l'honneur du dieu appelés péans ; ce concours ne comportait qu'une seule matière, l'exécution d'un nome citharédique, une sorte de cantate aux lois strictes accompagnée par la cithare, et il revenait tous les neuf ans, durée égale à celle de l'exil qu'Apollon s'était imposé en purification après le meurtre de Python. Le concours était doté d'un prix en argent (en grec, ἀγών χρηματίτης). Les jeux Pythiques tombèrent en désuétude à une date inconnue – probablement en même temps que les jeux olympiques, c'est-à-dire vers la fin du IVe siècle après J.-C. sous  Théodose Ier.

## Depuis leVIIesiècleav. J.-C.
Les Jeux pythiques furent rétablis par les Amphictyons après la Guerre sacrée contre les habitants de Cirrha et de Crissa, cités considérées comme sacrilèges envers leurs dieux parce qu'elles levaient des taxes sur les pèlerins qui se rendaient au temple d'Apollon ou visitaient la Pythie. Les jeux reçurent au début du VIe siècle av. J.-C. leur organisation quasi définitive : en 590 av. J.-C., les épreuves musicales se diversifièrent, avec l'introduction de l’aulétique, un solo d'aulos (sorte de longue flûte), et de l’aulodie, une cantate avec accompagnement d'aulos, mais cette dernière épreuve fut supprimée en 580 ; on adjoignit au concours musical des épreuves gymniques et hippiques sur le modèle de celles d'Olympie ; mais les habitants de Crissa continuaient de résister et de commettre des méfaits contre les pèlerins et les Delphiens. Ce n'est qu'à partir de 582 av. J.-C. que les jeux prirent leur forme normale et leur régularité. On les célébrait alors tous les quatre ans, la troisième année de chaque olympiade, au mois du calendrier delphique appelé Boucatios, c'est-à-dire en plein été ; le concours fut désormais doté d'un prix sans valeur matérielle, les vainqueurs des jeux recevant seulement une couronne de laurier (ἀγών στεφανίτης) coupée dans la vallée de Tempé. Outre les compétitions musicales y furent ajoutées des épreuves athlétiques et des courses de chevaux. L'hippodrome dans lequel avaient lieu ces courses de chars se trouvait, au Ve siècle av. J.-C., dans la vallée de Crissa située au pied du mont Parnasse, où les attelages pouvaient trouver l'espace nécessaire. La statue en bronze de l'Aurige de Delphes, trouvée sur le site même de ce sanctuaire, rappelle les vainqueurs à la course de chars aux jeux pythiques. Ces jeux figurent alors parmi les quatre plus grands jeux panhelléniques.
En 393, l'empereur romain Théodose Ier, sous l'influence d'Ambroise, évêque de Milan, ordonne l'abandon des rites et des lieux de culte païens dont les jeux pythiques faisaient partie, mais l'archéologie révèle que le site est resté habité et prospère aux IIIe et au IVe siècles jusqu'au règne de Théodose II († 450).
À l'instar des Jeux olympiques, les Jeux pythiques ont été récemment rénovés sous le nom de Jeux delphiques modernes, et la première édition de ces jeux s'est tenue à Moscou en 2000. Toutefois, ces Jeux delphiques ne comportent pas de compétitions sportives ; ils ne reprennent que les aspects artistiques des jeux pythiques de l'antiquité et sont assimilables à un festival artistique.